# Onesia fulvipennis
Onesia fulvipennis este o specie de muște din genul Onesia, familia Calliphoridae. A fost descrisă pentru prima dată de Macquart în anul 1834.
Este endemică în Franța. Conform Catalogue of Life specia Onesia fulvipennis nu are subspecii cunoscute.